# Roman (Eure)
Roman és un municipi francès situat al departament de l'Eure i a la regió de Normandia. L'any 2007 tenia 281 habitants.

## Demografia

### Població
El 2007 la població de fet de Roman era de 281 persones. Hi havia 111 famílies de les quals 32 eren unipersonals (24 homes vivint sols i 8 dones vivint soles), 24 parelles sense fills, 43 parelles amb fills i 12 famílies monoparentals amb fills.
La població ha evolucionat segons el següent gràfic:
Habitants censats

### Habitatges
El 2007 hi havia 141 habitatges, 115 eren l'habitatge principal de la família, 22 eren segones residències i 4 estaven desocupats. 137 eren cases i 1 era un apartament. Dels 115 habitatges principals, 98 estaven ocupats pels seus propietaris, 10 estaven llogats i ocupats pels llogaters i 7 estaven cedits a títol gratuït; 1 tenia una cambra, 8 en tenien dues, 15 en tenien tres, 21 en tenien quatre i 71 en tenien cinc o més. 99 habitatges disposaven pel capbaix d'una plaça de pàrquing. A 48 habitatges hi havia un automòbil i a 63 n'hi havia dos o més.

### Piràmide de població
La piràmide de població per edats i sexe el 2009 era:
| Homes | Edats   | Dones |
| ----- | ------- | ----- |
| 0     | 95 o +  | 4     |
| 0     | 90 a 94 | 0     |
| 0     | 85 a 89 | 0     |
| 0     | 80 a 84 | 4     |
| 4     | 75 a 79 | 8     |
| 8     | 70 a 74 | 12    |
| 0     | 65 a 69 | 0     |
| 4     | 60 a 64 | 8     |
| 4     | 55 a 59 | 4     |
| 8     | 50 a 54 | 0     |
| 12    | 45 a 49 | 16    |
| 8     | 40 a 44 | 4     |
| 16    | 35 a 39 | 12    |
| 8     | 30 a 34 | 16    |
| 0     | 25 a 29 | 0     |
| 0     | 20 a 24 | 0     |
| 8     | 15 a 19 | 0     |
| 8     | 10 a 14 | 4     |
| 12    | 5 a 9   | 4     |
| 20    | 0 a 4   | 8     |

## Economia
El 2007 la població en edat de treballar era de 187 persones, 146 eren actives i 41 eren inactives. De les 146 persones actives 138 estaven ocupades (79 homes i 59 dones) i 8 estaven aturades (3 homes i 5 dones). De les 41 persones inactives 12 estaven jubilades, 15 estaven estudiant i 14 estaven classificades com a «altres inactius».

### Ingressos
El 2009 a Roman hi havia 110 unitats fiscals que integraven 278,5 persones, la mediana anual d'ingressos fiscals per persona era de 17.129 €.

### Activitats econòmiques
Dels 12 establiments que hi havia el 2007, 2 eren d'empreses extractives, 4 d'empreses de construcció, 3 d'empreses de comerç i reparació d'automòbils, 2 d'empreses de transport i 1 d'una empresa classificada com a «altres activitats de serveis».
Dels 4 establiments de servei als particulars que hi havia el 2009, 1 era un taller de reparació d'automòbils i de material agrícola, 2 guixaires pintors i 1 fusteria.
L'any 2000 a Roman hi havia 20 explotacions agrícoles que ocupaven un total de 1.001 hectàrees.

## Poblacions més properes
El següent diagrama mostra les poblacions més properes.